# Hellmuth Vetter
Hellmuth Waldemar Vetter (* 21. März 1910 in Rastenberg; † 2. Februar 1949 in Landsberg) war ein deutscher Mediziner, der verschiedenenorts Menschenversuche in nationalsozialistischen Konzentrationslagern durchführte.

## Leben
Die aus Thüringen stammende Familie Vetters zog 1914 nach Frankfurt/Main um. Dort studierte Hellmuth Vetter Medizin an der Johann-Wolfgang-Goethe-Universität und wurde Mitglied der Alten Straßburger Turnerschaft Alsatia im CC. Das Sommersemester 1933 verbrachte Vetter in Graz; er kehrte im Juli nach Frankfurt zurück und wurde im Oktober 1933 Mitglied der Schutzstaffel (SS-Nr. 126.917). Anfang 1934 begann er seine Promotionsarbeit, sein Doktorvater war der spätere Gaudozentenführer Heinrich Guthmann. Ende 1935 erhielt er den Doktorgrad und arbeitete ab 1936 im Saarbrücker Rastpfuhl-Krankenhaus. Daneben war er als SS-Arzt bei der Sanitätsstaffel I/85 tätig. Im Jahr 1937 wurde er schließlich noch Mitglied der NSDAP (Mitgliedsnummer 5.393.805). Mit dem Wechsel zum Chemiekonzern Bayer in Leverkusen 1938 begann Vetters Karriere im System der Konzentrationslager. Bei Bayer als wissenschaftlicher Mitarbeiter eingestellt, testete Vetter in mehreren KZ neue Präparate an den Häftlingen.
Seine Arbeit begann am 29. Juli 1941 im KZ Dachau, wo er Sulfonamidpräparate von Bayer auf ihre Wirkung gegen Gonorrhoe, Pneumonie und andere Indikationen testete. Seine menschenverachtende Einstellung geht aus Briefen an seine Kollegen in Leverkusen hervor, in denen er über Dachau schreibt, es wäre eines der „besteingerichtetsten K.L.“ im Reich und er käme sich vor „wie im Paradies“.
Mit der Einrichtung des Modellprojektes Arbeitsdorf 1942 wurde Vetter dorthin versetzt. Nach der Auflösung von Arbeitsdorf wechselte er am 13. Oktober 1942 in das gerade neu eingerichtete Konzentrationslager Auschwitz-Monowitz. Monowitz wurde zunächst als Außenlager des KZ Auschwitz errichtet. Die dort untergebrachten Häftlinge wurden zum Aufbau der Buna-Werke für die I.G. Farben herangezogen. Obwohl als Lagerarzt angestellt, erschien Vetter meist nur einmal pro Woche im Lager; auch dann ging es nicht um die Versorgung der Häftlinge, sondern um die Selektion der Todgeweihten, die in die Gaskammern geschickt wurden. Auch in Monowitz setzte er die Versuchsreihen an Menschen fort. Hier ging es um Tests von Fleckfieberpräparaten der I.G. Farben. Sein Arbeitgeber Bayer schrieb 1942 in einem Brief an die Firma Hoechst: „Herr Dr. Vetter hat, wie schon im vorigen Jahr, eine große Fleckfieberstation in Auschwitz, wo er Gelegenheit zur gründlichen Prüfung neuer Medikamente hat.“.
Vetters letzte Stationen sind – mit der 1944 erfolgten Beförderung zum SS-Hauptsturmführer – die Konzentrationslager Gusen im Lagersystem des KZ Mauthausen. Dort fungierte Vetter von März 1943 bis Kriegsende als Lagerarzt der Konzentrationslager Gusen sowie als „Amtsarzt i.V.“ um auch die Totenbeschau der unzähligen zivilen Opfer im Zusammenhang mit Errichtung und Betrieb des unterirdisch angelegten Flugzeugwerkes B8 Bergkristall effizient durchführen zu können. Unter seiner Amtszeit wurden arbeitsunfähigen Lagerinsassen im berüchtigten Block 31 Benzininjektionen verabreicht. Die Häftlinge soll er eigens zu diesem Zweck selektiert haben (siehe Aktion 14f13). Auch soll er gefälschte Todeszertifikate ausgestellt haben.
Nach Kriegsende wurde im Rahmen der Dachauer Prozesse gegen Hellmuth Vetter und vier weitere Angeklagte in einem der letzten Nachfolgeverfahren zum Mauthausen-Hauptprozess (Aktenzeichen 000-50-5-31) vor einem US-amerikanischen Militärgericht in Dachau ab dem 28. Juli 1947 ein Prozess durchgeführt.
Als Zeuge in eigener Sache bekundete Hellmuth Vetter, während seiner Tätigkeit in Gusen weder Häftlinge für Injektionen bestimmt noch Kenntnis von solchen Vorgängen besessen zu haben. Dennoch befand ihn das Gericht für den Tod von Hunderten von Häftlingen in Gusen für schuldig und verurteilte ihn (und einen weiteren Mitangeklagten) am 12. August 1947 zum Tode. Nachdem die eingereichten Gnadengesuche seiner Frau Maria und seines Bruders Adolf Vetter verworfen worden waren, wurde das Urteil am 2. Februar 1949 im Kriegsverbrechergefängnis Landsberg vollstreckt.